# 언양 박씨
언양 박씨(彦陽朴氏)는 울산광역시 울주군 언양읍을 본관으로 하는 한국의 성씨이다.
시조는 박유정(朴惟精)이라는 인물로 본래는 밀양 박씨이며 조선에서 방적도위(防敵都尉)를 지냈다.

## 참고 자료
- “언양박씨(彦陽朴氏)”. 뿌리를 찾아서.[깨진 링크(과거 내용 찾기)]